# Pradievi
Pradievi (italià Pradleves, piemontès Pradléves) és un municipi italià, situat a la regió del Piemont. L'any 2007 tenia 275 habitants. Està situat a la Val Grana, dins de les Valls Occitanes. Limita amb els municipis de Chastèlmanh, Demonte, Draonier i Montrós

## Toponímia
Sens dubte, el nom ve de la contracció popular de Prat de l'Èva o Prat d'Èves (on Èva o Èves és un nom).

## Administració
| Període | Identitat              | Partit        |
| ------- | ---------------------- | ------------- |
| 2004-   | Patrizia Simondi Fiore | Llista cívica |